# لاري كوين
لاري كوين (بالإنجليزية: Larry Quinn)‏ هو لاعب اللاكروس أمريكي، ولد في 9 مارس 1963.